# Вълко войвода
Вълко войвода е български хайдутин, войвода на хайдушка чета от началото на 19 век, действала във Войнягово и Същинска Средна гора.
Вълко е роден във Войнягово, Карловско, през последното десетилетие на 18 век и произхожда от рода Буздреви.
В четата му влизат:
- войняговецът Митю Перчемлията;
- ръжевецът Хайдут Трифон от големия ръжевски род Гергьовци, на когото е кръстен Трифонов кладенец в село Ръжево;
- Христо от с. Овчелари (дн. с. Климент);
- Георги от с. Слатина и
- още 7 други четници, чиито имена не са запомнени.

Четата действува до към средата на 1840-те години, когато Вълко е убит след предателство и четата му се разпада.